# São João da Serra (Piauí)
São João da Serra é um município brasileiro no estado do Piauí, mais especificamente, na microrregião de Campo Maior. A cidade está a uma altitude de 155 m.

## História
Emancipado em 19 de dezembro de 1963, após o desmembramento de Castelo do Piauí, o município conta com uma área total de 962,2 km². Com apenas 6 760 habitantes, apresenta uma densidade demográfica de 7,05 h/km².
De 14 a 24 de junho ocorre os festejos em nome de São João Batista padroeiro da cidade. As atrações turísticas da região são a Cachoeira do Contente, a três quilômetros da sede  e a Barragem do Rio Poty, na divisa com Alto Longá.

## Galeria

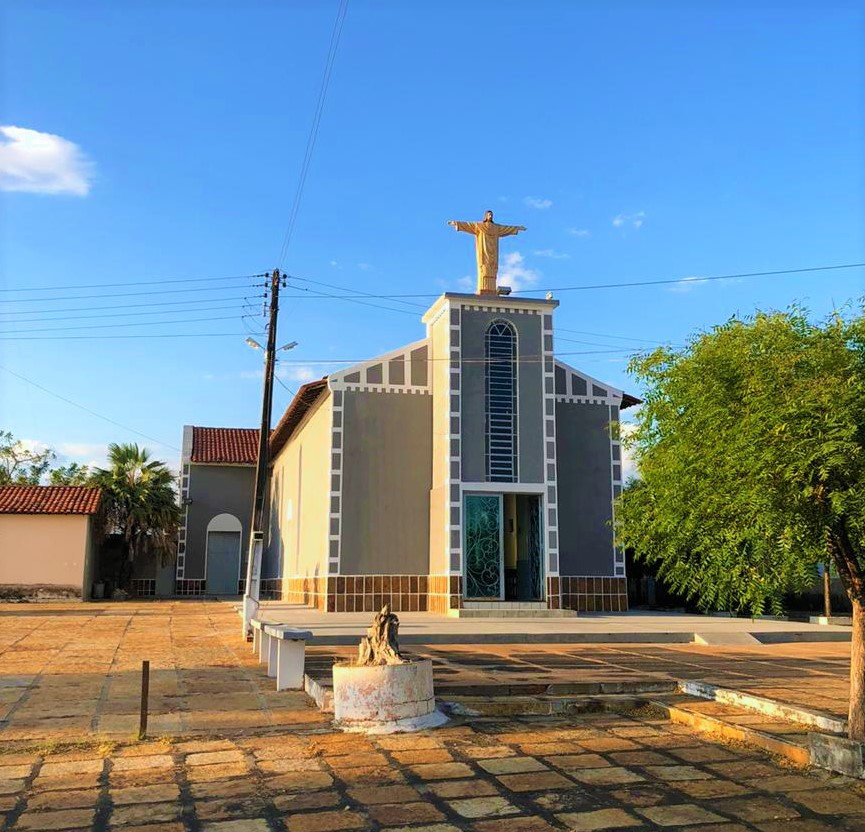
Edifício da Paróquia São João Batista, a igreja matriz de São João da Serra.
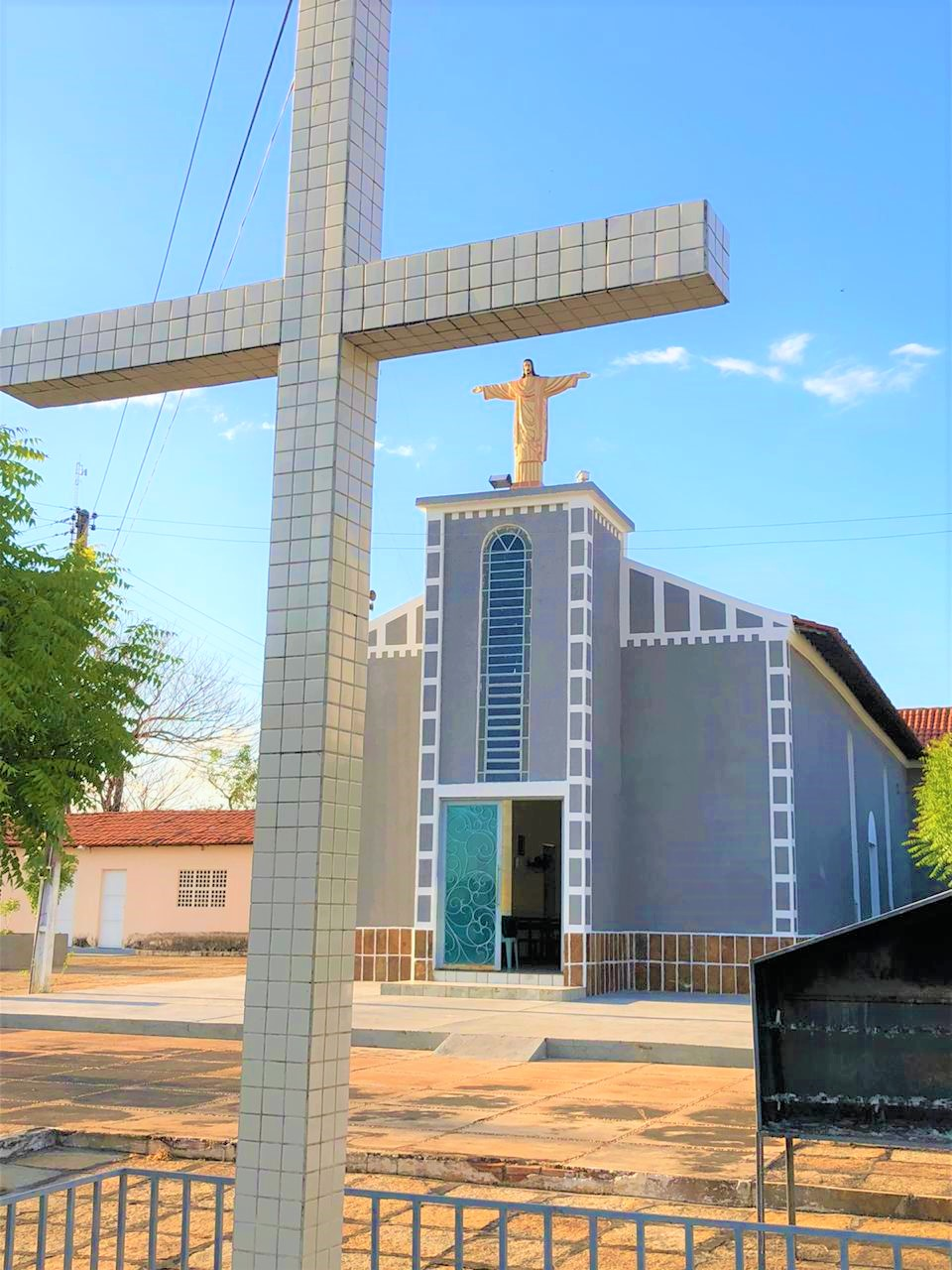
Cruzeiro da praça.